# Championnats du monde de ski alpin 1936
Navigation
Mürren 1935 Chamonix 1937
Les championnats du monde de ski alpin 1936 ont eu lieu à Innsbruck en Autriche du 21 au 22 février 1936.
Ces championnats du monde ont été organisés deux semaines après les Jeux olympiques de Garmisch-Partenkirchen. Pour la deuxième fois après 1933, Innsbruck accueille l'évènement.
L'équipe d'Allemagne ne participe à ces championnats du monde.
Les épreuves de descente ont été disputées à Patscherkofel et les épreuves de slalom ont été disputées à Seefeld.
Chez les hommes, le Suisse Rudolf Rominger réalise le doublé descente-combiné et obtient une médaille de bronze en slalom. Le slalom est remporté par l'Autrichien Rudolph Matt devant son compatriote Eberhard Kneissl, qui décroche également une médaille de bronze en combiné. Le Suisse Heinz Von Allmen gagne 2 médailles avec l'argent en combiné et le bronze en descente.
Chez les femmes, la Britannique Evelyn Pinching réalise le doublé descente-combiné et gagne l'argent en slalom. L'Autrichienne Gerda Paumgarten remporte le slalom ainsi qu'une médaille de bronze en combiné. La Suissesse Elvira Osirnig gagne 2 médailles d'argent en descente et en combiné.
La Suisse remporte le classement des médailles avec 2 médailles d'or - comme l'Autriche et le Royaume-Uni - et surtout 3 médailles d'argent.

## Palmarès

### Hommes
| Épreuves | Or                     | Argent                     | Bronze                    |
| -------- | ---------------------- | -------------------------- | ------------------------- |
| Descente | Rudolf Rominger Suisse | Giacinto Sertorelli Italie | Heinz Von Allmen Suisse   |
| Slalom   | Rudolph Matt Autriche  | Eberhard Kneissl Autriche  | Rudolf Rominger Suisse    |
| Combiné  | Rudolf Rominger Suisse | Heinz Von Allmen Suisse    | Eberhard Kneissl Autriche |

### Femmes
| Épreuves | Or                          | Argent                      | Bronze                    |
| -------- | --------------------------- | --------------------------- | ------------------------- |
| Descente | Evelyn Pinching Royaume-Uni | Elvira Osirnig Suisse       | Nini Von Arx-Zogg Suisse  |
| Slalom   | Gerda Paumgarten Autriche   | Evelyn Pinching Royaume-Uni | Grete Weikert Autriche    |
| Combiné  | Evelyn Pinching Royaume-Uni | Elvira Osirnig Suisse       | Gerda Paumgarten Autriche |

## Classement par nations
| Rang | Nation      | Or | Argent | Bronze | Total |
| ---- | ----------- | -- | ------ | ------ | ----- |
| 1    | Suisse      | 2  | 3      | 3      | 8     |
| 2    | Autriche    | 2  | 1      | 3      | 6     |
| 3    | Royaume-Uni | 2  | 1      | 0      | 3     |
| 4    | Italie      | 0  | 1      | 0      | 1     |

## Participants par nations
| France | Émile Allais Romain Morand | Georgette Galtier Zizi du Manoir |